# Provincia de Chlef
La provincia de Chlef (en árabe: ولاية الشلف) es un vilayato de Argelia. Su capital es la ciudad de Chlef. Otras de sus localidades son Breira y Ténès. Es una región de vocación esencialmente agrícola. La wilaya de Chlef tiene alrededor de un millón de habitantes.

## Municipios con población de abril de 2008
- Abou El Hassan 22,756
- Aïn Merane 51,326
- Bénairia 15,697
- Beni Bouateb 2,069
- Beni Haoua 20,853
- Beni Rached 23,449
- Boukadir 51,340
- Bouzeghaia 22,590
- Breira 13,200
- Chettia 71,408
- Chlef 178,616
- Dahra 23,802
- El Hadjadj 8,478
- El Karimia 28,821
- El Marsa 10,807
- Harchoun 17,873
- Harenfa 17,799
- Labiod Medjadja 14,733
- Moussadek 6,380
- Oued Fodda 41,710
- Oued Goussine 6,453
- Oued Sly 47,248
- Ouled Abbes 8,578
- Ouled Ben Abdelkader 19,952
- Ouled Fares 34,891
- Oum Drou 21,326
- Sendjas 29,043
- Sidi Abderrahmane 4,349
- Sidi Akkacha 26,595
- Sobha 34,455
- Tadjena 24,413
- Talassa 11,503
- Taougrite 27,574
- Ténès 35,459
- Zeboudja 26,539

## División administrativa
La provincia está dividida en 13 dairas (distritos), que a su vez se dividen en 35 comunas (ciudades).

### Communes
| No. | Commune                              | Arabic              | Population |
| --- | ------------------------------------ | ------------------- | ---------- |
| 01  | Chlef                                | الشلف               | 146 157    |
| 02  | Ténès                                | تنس                 | 34 332     |
| 03  | Benairia (Bénairia)                  | بنايرية             | 13 509     |
| 04  | El Karimia                           | الكريمية            | 25 060     |
| 05  | Tadjna (Tadjena)                     | تأجنة               | 22 155     |
| 06  | Taougrit (Taougrite)                 | تاوقريت             | 24 267     |
| 07  | Beni Haoua                           | بنى حواء            | 17 602     |
| 08  | Sobha                                | صبحة                | 28 646     |
| 09  | Harchoun (Harchoune)                 | حرشون               | 14 869     |
| 10  | Ouled Fares                          | أولاد فارس          | 30 068     |
| 11  | Sidi Akkacha                         | سيدى عكاشة          | 23 374     |
| 12  | Boukadir                             | بوقادير             | 41 655     |
| 13  | Beni Rached                          | بنى راشد            | 21 069     |
| 14  | Talassa (Telassa)                    | تلعصة               | 10 175     |
| 15  | Harenfa (Herenfa)                    | الھرنفة             | 16 356     |
| 16  | Oued Gousine (Oued Goussine)         | وادى قوسين          | 5439       |
| 17  | Dahra                                | الظھرة              | 21 284     |
| 18  | Ouled Abbes                          | أولاد عباس          | 7330       |
| 19  | Sendjas                              | السنجاس             | 26 228     |
| 20  | Zeboudja                             | الزبوجة             | 23 079     |
| 21  | Oued Sly                             | وادى سلى            | 41 245     |
| 22  | Abou El Hassen (Abou El Hassan)      | أبو الحسن           | 20 164     |
| 23  | El Marsa                             | المرسى              | 9726       |
| 24  | Chettia                              | الشطية              | 59 960     |
| 25  | Sidi Abderrahmane                    | سيدي عبد الرحمان    | 3630       |
| 26  | Moussadek                            | مصدق                | 5496       |
| 27  | El Hadjadj                           | الحجاج              | 9245       |
| 28  | Labiod Medjadja                      | الابيض مجاجة        | 13 920     |
| 29  | Oued Fodda                           | وادى الفضة          | 36 187     |
| 30  | Ouled Ben Abdelkader                 | أولاد بن عبد القادر | 17 385     |
| 31  | Bouzghaia (Bouzeghaia)               | بوزغاية             | 20 268     |
| 32  | Ain Merane (Aïn Merane, Ain Merrane) | عين مران            | 37 142     |
| 33  | Oum Drou                             | أم الذروع           | 17 314     |
| 34  | Breira                               | بريرة               | 11 808     |
| 35  | Beni Bouateb (Beni Bouattab)         | بنى بوعتاب          | 2551       |